# Vers-sur-Selle
Vers-sur-Selle település Franciaországban, Somme megyében. Lakosainak száma 862 fő (2022. január 1.). Vers-sur-Selle Bacouel-sur-Selle, Clairy-Saulchoix, Creuse, Dury, Hébécourt, Plachy-Buyon és Saleux községekkel határos.

## Népesség
A település népessége az elmúlt években az alábbi módon változott:
| Lakosok száma | 730  | 729  | 735  | 735  | 736  | 732  | 775  | 819  | 862  |
|               | 2013 | 2015 | 2016 | 2017 | 2018 | 2019 | 2020 | 2021 | 2022 |